# Xavier Santana
Xavier Santana Rodríguez (San Juan, 1994) is een Puerto Ricaans wielrenner en triatleet.

## Carrière
In 2011 werd Santana Pan-Amerikaans kampioen duatlon bij de junioren, door twee seconden eerder dan de Panamees Andrés Visuetti over de finish te komen.
In 2017 won Santana het nationale kampioenschap tijdrijden. 

## Wielrennen

### Overwinningen
2017
Puerto Ricaans kampioen tijdrijden, Elite